# Tour de Romandía Femenino
El Tour de Romandía Femenino (oficialmente: Tour de Romandie Féminin) es una carrera de ciclismo en ruta profesional femenina por etapas que se disputa entre los meses de agosto y septiembre en Romandía, en la región francófona de Suiza.
El Tour de Romandía Femenino fue creado en el marco de las festividades del 75.º aniversario del Tour de Romandíay desde su primera edición en 2022 la carrera ha hecho parte del UCI WorldTour Femenino. La primera edición fue ganada por la ciclista sudafricana Ashleigh Moolman-Pasio.

## Palmarés
| Año  | Ganador                | Segundo              | Tercero              |
| ---- | ---------------------- | -------------------- | -------------------- |
| 2022 | Ashleigh Moolman-Pasio | Annemiek van Vleuten | Elisa Longo Borghini |
| 2023 | Demi Vollering         | Katarzyna Niewiadoma | Marlen Reusser       |
| 2024 | Lotte Kopecky          | Demi Vollering       | Gaia Realini         |
| 2025 | Elise Chabbey          | Urška Žigart         | Yara Kastelijn       |

## Palmarés por países
| País         | Victorias |
| ------------ | --------- |
| Sudáfrica    | 1         |
| Países Bajos | 1         |
| Bélgica      | 1         |
| Suiza        | 1         |